# Kasachische Eishockeymeisterschaft 1995/96
Die Saison 1995/96 war die vierte Spielzeit der kasachischen Eishockeyprofiliga. Es nahmen drei Vereine, die insgesamt vier Mannschaften stellten, am Wettbewerb teil. Den Titel des Kasachischen Meisters sicherte sich zum insgesamt vierten Mal Torpedo Ust-Kamenogorsk. Ust-Kamenogorsk gewann damit auch zum vierten Mal in Folge den Meistertitel.

## Modus
Die vier Teilnehmer spielten in einer Doppelrunde, so dass jede Mannschaft auf die Anzahl von sechs Spielen kam. Die Mannschaft mit den meisten Punkten sicherte sich am Ende die Meisterschaft.
Für einen Sieg in der regulären Spielzeit von 60 Minuten erhielt eine Mannschaft zwei Punkte, der unterlegene Gegner ging leer aus. Bei einem Unentschieden erhielt jede Mannschaft einen Punkt.

## Abschlusstabelle
Nach Ablauf der sechs Runden sicherte sich Torpedo Ust-Kamenogorsk souverän den Meistertitel. Das Team aus Ust-Kamenogorsk blieb verlustpunktfrei. Dahinter belegte Stroitel Karaganda den zweiten Rang. Etwas überraschend blieb der letztjährige Vizemeister HK Bulat Temirtau auch hinter der Reserve-Mannschaft des Serienmeisters aus Ust-Kamenogorsk zurück und wurde Letzter.
Torpedo Ust-Kamenogorsk und Stroitel Karaganda – unter dem Namen Bulat Karaganda – spielten im Saisonverlauf parallel in der Internationalen Hockey-Liga, die zweite Mannschaft Ust-Kamenogorsks in der zweitklassigen russischen Wysschaja Liga.
Abkürzungen: Sp = Spiele, S = Siege, U = Unentschieden, N = Niederlagen, Pkt = Punkte
|                           | Sp | S | U | N | Tore  | Pkt   |
| ------------------------- | -- | - | - | - | ----- | ----- |
| Torpedo Ust-Kamenogorsk   | 6  | 6 | 0 | 0 | 54:16 | 12:0  |
| Stroitel Karaganda        | 6  | 4 | 0 | 2 | 38:24 | 08:04 |
| Torpedo Ust-Kamenogorsk 2 | 6  | 2 | 0 | 4 | 27:47 | 04:08 |
| HK Bulat Temirtau         | 6  | 0 | 0 | 6 | 25:57 | 00:12 |

## Auszeichnungen
| Auszeichnung | Spieler                         | Team               |
| ------------ | ------------------------------- | ------------------ |
| Topscorer    | Alexei Mursin                   | Stroitel Karaganda |
| Topscorer    | 14 Punkte (8 Tore + 6 Vorlagen) |                    |